# Космология духа
«Космология духа» — сочинение выдающегося советского философа Э. В. Ильенкова (1924—1979) написанное в 1956 году.
В этой работе философом был дан ответ на вопрос о смысле и цели существования во Вселенной разумных существ. Согласно гипотезе Ильенкова, матерью-природой им суждено противостоять энтропии и осуществлять возвращение умирающих миров к исходному, «огнеобразному» состоянию.
Сам автор охарактеризовал свою работу как «Попытка установить в общих чертах объективную роль мыслящей материи в системе мирового взаимодействия (Философско-поэтическая фантасмагория, опирающаяся на принципы диалектического материализма)».

## Цитаты
- Материя постоянно обладает мышлением
- Как нет мышления без материи, так нет и материи без мышления